# Delìrium Còrdia
Delìrium Còrdìa är det amerikanska progressiv metal-bandet Fantômas tredje studioalbum. Albumet består endast av ett enda spår som är 74 minuter och 17 sekunder långt. Det släpptes 2004 på skivbolaget Ipecac Recordings.

## Låtförteckning
1. "Surgical Sound Specimens From the Museum of Skin (Delìrium Còrdia)" – 1:14:17

## Medverkande
Musiker (Fantômas-medlemmar)
- Mike Patton – sång, sampling, arrangemang
- Dave Lombardo – trummor
- Buzz Osborne – gitarr
- Trevor Dunn – basgitarr

Bidragande musiker
- Richard Selzer – röst

Produktion
- Mike Patton – Producent, albumdesign
- S. Husky Hoskulds – ljudtekniker
- Mott Lange – assisterande ljudtekniker
- Gene Grimaldi – mastering
- Max Aguilera-Hellweg – foto
- Martin Kvamme – omslagskonst